# Superior (Montana)
Superior é uma cidade  localizada no estado americano de Montana, no Condado de Mineral.

## Demografia
Segundo o censo americano de 2000, a sua população era de 893 habitantes.
Em 2006, foi estimada uma população de 916, um aumento de 23 (2.6%).

## Geografia
De acordo com o United States Census Bureau tem uma área de
3,1 km², dos quais 2,8 km² cobertos por terra e 0,3 km² cobertos por água. Superior localiza-se a aproximadamente 818 m acima do nível do mar.

## Localidades na vizinhança
O diagrama seguinte representa as localidades num raio de 36 km ao redor de Superior.